# Акт Президента України
Акти Президента України - нормативно-правові акти, які приймаються та підписуються Президентом України.

## Законодавчий статус
Президент України на основі та  на  виконання  Конституції і законів України видає укази і розпорядження, які є обов'язковими до виконання на території України.
Порядок підготовки і внесення проектів актів Президента України визначений у Положенні "Про порядок підготовки і внесення проектів актів Президента України", затвердженому Указом Президента України від 10 вересня 1994 р. № 970/2006 [Архівовано 12 грудня 2014 у Wayback Machine.] .
Акти Президента України, видані в межах повноважень, передбачених пунктами 5, 18, 21 цієї статті, скріплюють підписами Прем’єр-міністр України і міністр, відповідальний за акт та його виконання (редакція 1.1.2020) [Архівовано 29 листопада 2016 у Wayback Machine.].